# Kotjevo
Kotjevo (bulgariska: Кочево) är ett distrikt i Bulgarien.   Det ligger i kommunen Obsjtina Sadovo och regionen Plovdiv, i den centrala delen av landet, 150 km sydost om huvudstaden Sofia.
Trakten runt Kotjevo består till största delen av jordbruksmark. Runt Kotjevo är det ganska tätbefolkat, med 80 invånare per kvadratkilometer.